# 大乗院 (足立区)
大乗院（だいじょういん）は、東京都足立区にある真言宗系の単立寺院。

## 歴史
平安時代に開山されたといわれている。室町時代の文明年間（1469年 - 1487年）が最盛期だったという。
江戸時代に火災に遭い、1818年（文化15年）に本堂が再建されている。

## じんがんなわ
西保木間2丁目大門ズシ地区では「じんがんなわ」と呼ばれる行事がある（東京都指定無形民俗文化財）。毎年成人の日（かつては1月7日）に行われるもので、藁で編んだ約10メートルの大蛇を当院境内にある銀杏の大木に這わせるものである。その後、干葉粥（大根の葉を干したものを入れた塩抜きの粥）を食べる風習がある。この藁細工の大蛇は次の年までそのまま置かれる。

## 交通アクセス
- 竹ノ塚駅より徒歩17分（経路案内）。